# اوکورا، یاماگاتا
اوکورا، یاماگاتا (به لاتین: Ōkura, Yamagata) یک منطقهٔ مسکونی در ژاپن است که در استان یاماگاتا واقع شده‌است. اوکورا ۲۱۱٫۵۹ کیلومترمربع مساحت و ۳٬۵۴۱ نفر جمعیت دارد.